# Екоморфологія
Екоморфоло́гія — наука, що вивчає взаємозв'язок екологічної ролі організму з його морфологічними пристосуваннями.
Екоморфа — життєва форма рослин або тварин, визначена певними екологічними умовами та відображена в їхній морфології. Екоморфа відповідає характеристиці пристосувань видів до кожного з елементів екотопу та біогеоценозу у цілому.

Наприклад, стосовно водного режиму виділяють такі екоморфи рослин: гідрофіти, гігрофіти, мезофіти, ксерофіти; в свою чергу, ксерофіти поділяються на сукуленти та склерофіти.